# Eugène Duportal
Pour les articles homonymes, voir Duportal.
Eugène Duportal, né le 14 février 1848 à Ruffec (Charente) et mort le 29 août 1910 à Ruffec, est un homme politique français.

## Biographie
Propriétaire terrien, conseiller municipal de Ruffec de 1882 à 1900 et de 1904 à 1908, maire de 1886 à 1893 et de 1895 à 1900, il est député de la Charente de 1890 à 1893.

## Sources
« Eugène Duportal », dans le Dictionnaire des parlementaires français (1889-1940), sous la direction de Jean Jolly, PUF, 1960 